# Chrysopa astarte
Chrysopa astarte is een insect uit de familie van de gaasvliegen (Chrysopidae), die tot de orde netvleugeligen (Neuroptera) behoort. 
Chrysopa astarte is voor het eerst wetenschappelijk beschreven door Hölzel in 1967.